# Lammelbach

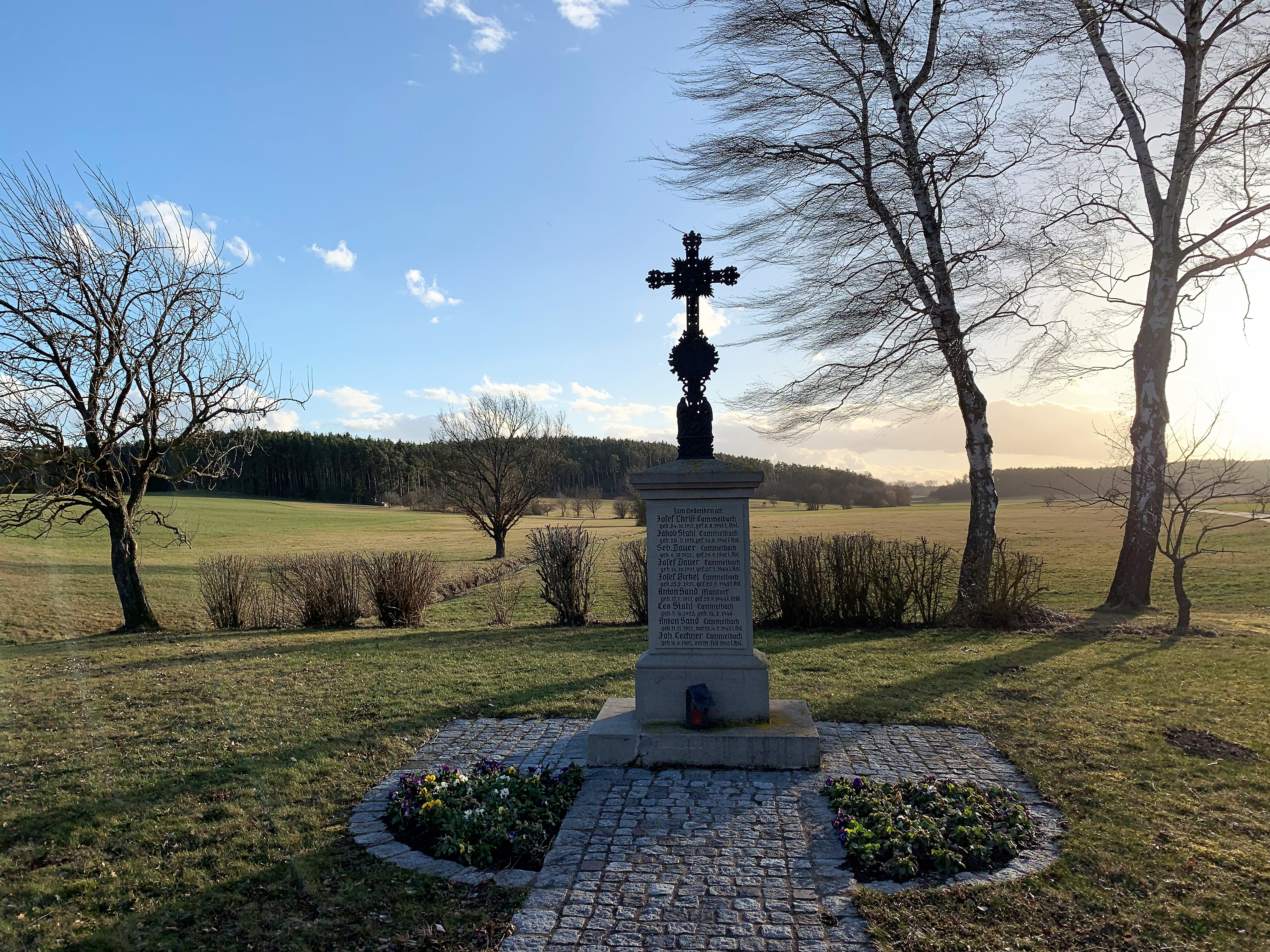
Gründlesfeld: Kriegerdenkmal, Wegkreuz

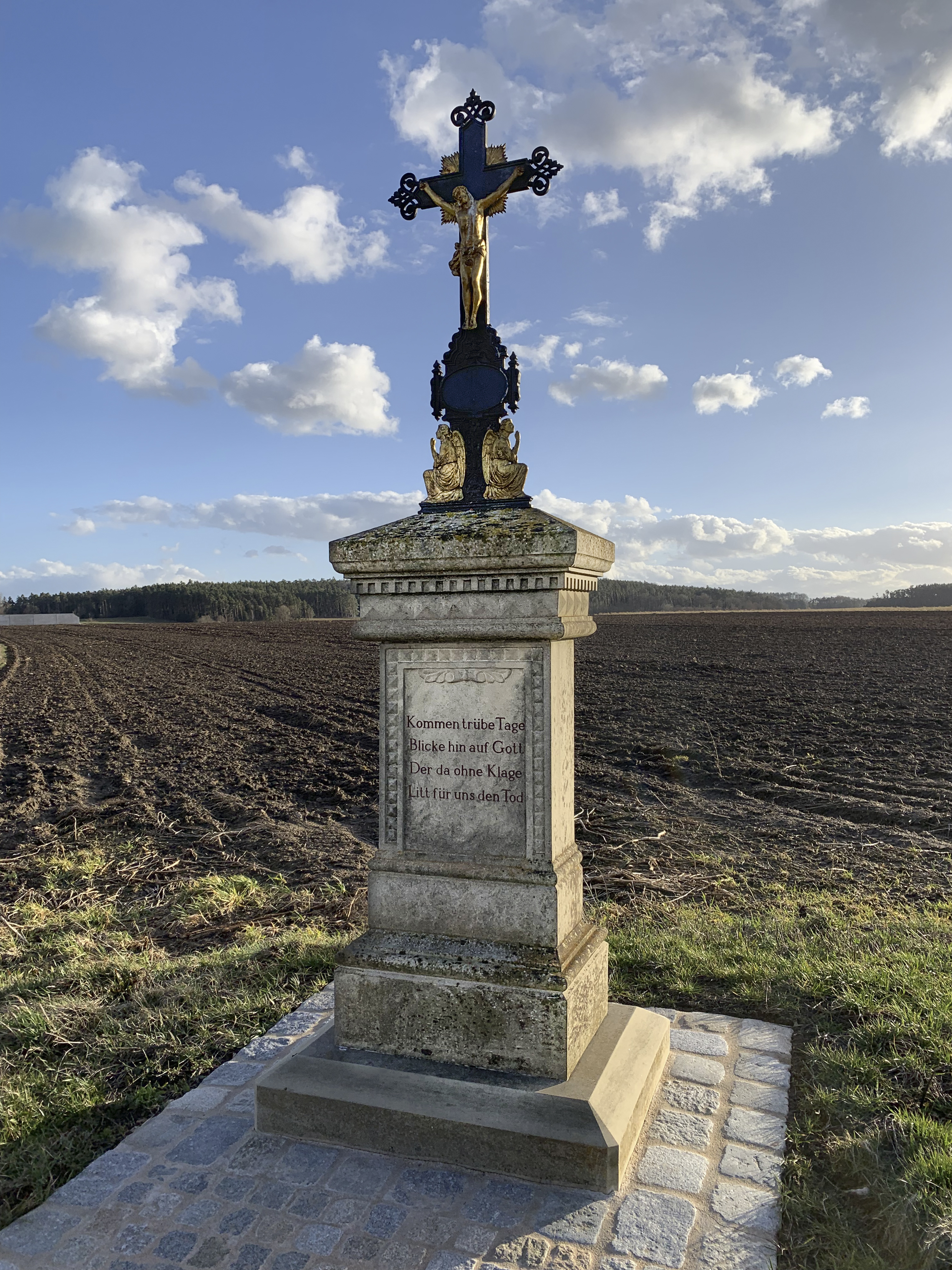
Hartfeld: Wegkreuz

Lammelbach ist ein Gemeindeteil der Stadt Herrieden im Landkreis Ansbach (Mittelfranken, Bayern). Die Gemarkung Lammelbach hat eine Fläche von 4,619 km². Sie ist in 418 Flurstücke aufgeteilt, die eine durchschnittliche Fläche von 11.051,11 m² haben. In ihr liegen neben dem namensgebenden Ort die Gemeindeteile Leibelbach, Manndorf, Sauerbach und Winn.

## Geographie
Das Dorf liegt am Erlbach (im Unterlauf Hechelschutzbach genannt), einem rechten Zufluss der Altmühl. Der Ort liegt inmitten einer flachhügeligen Ebene bestehend aus Grünland mit einzelnem Baumbestand und Ackerland. Im Westen wird die Flur Hartfeld genannt, im Südosten Langfeld. 1,5 km südlich erhebt sich der Lammelberg (473 m ü. NHN).
Die Kreisstraßen AN 54 führt nach Lettenmühle (1,2 km südlich) bzw. nach Leibelbach zur Staatsstraße 2248 (1,3 km nördlich). Eine Gemeindeverbindungsstraße führt nach Manndorf (0,4 km nördlich).

## Geschichte
Der Ort wurde wahrscheinlich im 11. Jahrhundert gegründet.
1801 gab es in dem Ort neun Haushalte, die alle dem eichstättischen Oberamt Wahrberg untertan waren.
Mit dem Gemeindeedikt (frühes 19. Jahrhundert) wurde Lammelbach dem Steuerdistrikt Heuberg zugewiesen. Wenig später entstand die Ruralgemeinde Lammelbach mit den Orten Leibelbach, Manndorf, Sauerbach und Winn. Sie war in Verwaltung und Gerichtsbarkeit dem Landgericht Herrieden und in der Finanzverwaltung dem Rentamt Herrieden zugeordnet (1919 in Finanzamt Herrieden umbenannt). Ab 1862 gehörte Lammelbach zum Bezirksamt Feuchtwangen (1939 in Landkreis Feuchtwangen umbenannt) und seit 1929 zum Finanzamt Ansbach. In der Gerichtsbarkeit blieb das Landgericht Herrieden zuständig (1879 in Amtsgericht Herrieden umbenannt), seit 1931 ist es das Amtsgericht Ansbach. Die Gemeinde hatte 1964 eine Gebietsfläche von 4,622 km². Im Zuge der Gebietsreform in Bayern wurde diese am 1. Juli 1971 nach Herrieden eingemeindet.

### Baudenkmäler
- Haus Nr. 5: Bauernhaus, zweigeschossiger Satteldachbau, mit Putzgliederung, Ortgangziegel mit ornamentalem Dekor und Maske, um 1912.[13]
- In Lammelbach: ehemaliges Flachsbrechhaus, eingeschossiger Satteldachbau, im frühen 20. Jahrhundert zu Feuerwehrhaus umgestaltet; am Ortsausgang nach Leibelbach.[13]
- Gründlesfeld: Kriegerdenkmal, Wegkreuz, Gusseisen auf Sandsteinsockel, wohl zweites Viertel 20. Jahrhundert; am Ortsausgang nach Leibelbach.[13]
- Hartfeld; Von der AN 54 (Lammelbach) zur St 2248: Wegkreuz, gusseisernes Kruzifix auf Sandsteinsockel, zweite Hälfte 19. Jahrhundert, mit Inschrift; 200 Meter außerhalb des Ortes an der Straße nach Leibelbach.[13]

### Einwohnerentwicklung
Gemeinde Lammelbach
| Jahr      | 1818  | 1840   | 1852   | 1855   | 1861   | 1867   | 1871   | 1875   | 1880   | 1885   | 1890   | 1895   | 1900   | 1905   | 1910   | 1919   | 1925   | 1933   | 1939   | 1946   | 1950   | 1952   | 1961   | 1970   |
| Einwohner | 192   | 222    | 231    | 231    | 243    | 235    | 221    | 224    | 242    | 229    | 217    | 200    | 202    | 219    | 218    | 224    | 236    | 212    | 188    | 301    | 258    | 195    | 204    | 197    |
| Häuser    | 42    | 44     |        |        |        |        | 45     |        |        | 45     | 44     |        | 39     |        |        |        | 36     |        |        |        | 38     |        | 35     |        |
| Quelle    | [ 8 ] | [ 15 ] | [ 16 ] | [ 16 ] | [ 17 ] | [ 18 ] | [ 19 ] | [ 20 ] | [ 21 ] | [ 22 ] | [ 23 ] | [ 16 ] | [ 24 ] | [ 16 ] | [ 25 ] | [ 16 ] | [ 26 ] | [ 16 ] | [ 16 ] | [ 16 ] | [ 27 ] | [ 16 ] | [ 10 ] | [ 28 ] |

Ort Lammelbach
| Jahr      | 001818 | 001840 | 001861 | 001871 | 001885 | 001900 | 001925 | 001950 | 001961 | 001970 | 001987 |
| Einwohner | 55     | 63     | 72     | 64     | 51     | *72    | *71    | 66     | 55     | 61     | 51     |
| Häuser    | 12     | 12     |        |        | 13     | *14    | *13    | 10     | 10     |        | 12     |
| Quelle    | [ 8 ]  | [ 15 ] | [ 17 ] | [ 19 ] | [ 22 ] | [ 24 ] | [ 26 ] | [ 27 ] | [ 10 ] | [ 28 ] | [ 1 ]  |

## Religion
Der Ort ist römisch-katholisch geprägt und bis heute nach St. Vitus und Deocar (Herrieden) gepfarrt. Die Einwohner evangelisch-lutherischer Konfession sind nach Christuskirche (Herrieden) gepfarrt.